# نیت کواری
نیت کواری (انگلیسی: Nate Quarry؛ زادهٔ ۱۹ مارس ۱۹۷۲) ورزشکار هنرهای رزمی ترکیبی اهل ایالات متحده آمریکا است. وی بین سال‌های ۲۰۰۱ تا ۲۰۱۰ میلادی فعالیت می‌کرد.